# Henri Cauchon de Lhéry
Henri Cauchon de Lhéry, auch Lhéry, L'Héry oder Léry, genannt „Chevalier de Lhéry“ (* 1648 oder 1651; † 24. Mai 1684 vor Genua, Italien), war ein Offizier der französischen Marine und Aristokrat des 17. Jahrhunderts. 1669 war er am Entsatz der von den Osmanen belagerten Stadt Candia auf Kreta beteiligt und diente im Holländischen Krieg. 1676 bewährte er sich in mehreren Einsätzen vor Sizilien und Süditalien und wurde 1682 zum Chef d’escadre (Konteradmiral) ernannt. Er starb 1684 bei der Seeblockade vor Genua.

## Biographie

### Herkunft und frühe Jahre
Henri Cauchon de Lhéry entstammte der Familie Cauchon, einer alten Bürgerfamilie aus der Champagne, die 1392 geadelt wurde und seit dem 15. Jahrhundert mehrere Hauptleute und Leutnants der Stadt Reims sowie Henri Cauchon de Maupas, Bischof von Évreux, hervorbrachte. Das berühmteste Mitglied der Familie war Pierre Cauchon, Bischof von Beauvais, der den Prozess gegen Jeanne d’Arc führte.
Wie viele jüngere Söhne adliger Familien wurde er am 31. Mai 1665 unter dem Namen Henri Cauchon d’Avise de Lhéry als Minderjähriger in den Orden des Heiligen Johannes von Jerusalem aufgenommen und diente zunächst auf den Galeeren der Marine des Johanniterordens. 1669 nahm er an der Seite seines älteren Bruders, des Chevalier d’Avisse, auf Seiten der Johanniter an der Belagerung von Candia teil. Der dort ebenfalls von Seiten Frankreichs eingesetzte Herzog von Beaufort bemerkte ihn bei dieser Gelegenheit.

### Karriere in der französischen Marine
Anscheinend auf dessen Initiative legte Cauchon de Lhéry das Gelübde für den Orden nicht ab, sondern trat als enseigne de vaisseau (Fähnrich) der französischen Marine bei. Zwei Jahre später, am 28. Januar 1672, wenige Monate vor Beginn des Holländischen Krieges, wurde er zum lieutenant de vaisseau (Leutnant zur See) befördert.

#### Im Holländischen Krieg (1672–1678)
Der neue Konflikt bot ihm die Gelegenheit, sich zu profilieren. Unter dem Kommando von Jean Gabaret trug er maßgeblich zur Kaperung eines niederländischen Schiffes bei, was ihm 1673 die Beförderung zum capitaine de vaisseau (Kapitän zur See) einbrachte. Die Jahre von 1673 bis 1676 verbrachte er auf Einsatzfahrten vor der Küste Siziliens. Durch seinen Mut erlangte er beim Feind einen so großen Ruf, dass ihm der niederländische Admiral Michiel de Ruyter ihm persönlich einen Brief schrieb.
Unter dem Kommando des Grafen von Tourville gehörte er zu der Flotte, die als Verstärkung nach Messina geschickt wurde, als die Stadt gegen den spanischen König rebellierte und Ludwig XIV. um Hilfe bat. Am 11. Februar kämpfte das kleine französische Geschwader in der Ersten Seeschlacht bei Stromboli gegen eine doppelt so große spanische Flotte unter dem Kommando von Admiral Melchior de La Cueva, schlug sie in die Flucht und lief im Triumph in Messina ein. Die Spanier versuchten, deutsche Söldner als Verstärkung über die Adria zu bringen. Doch Tourville griff gemeinsam mit Lhéry die Schiffe erfolgreich bei Barletta an und verhinderte so die Verstärkung der spanischen Truppen.

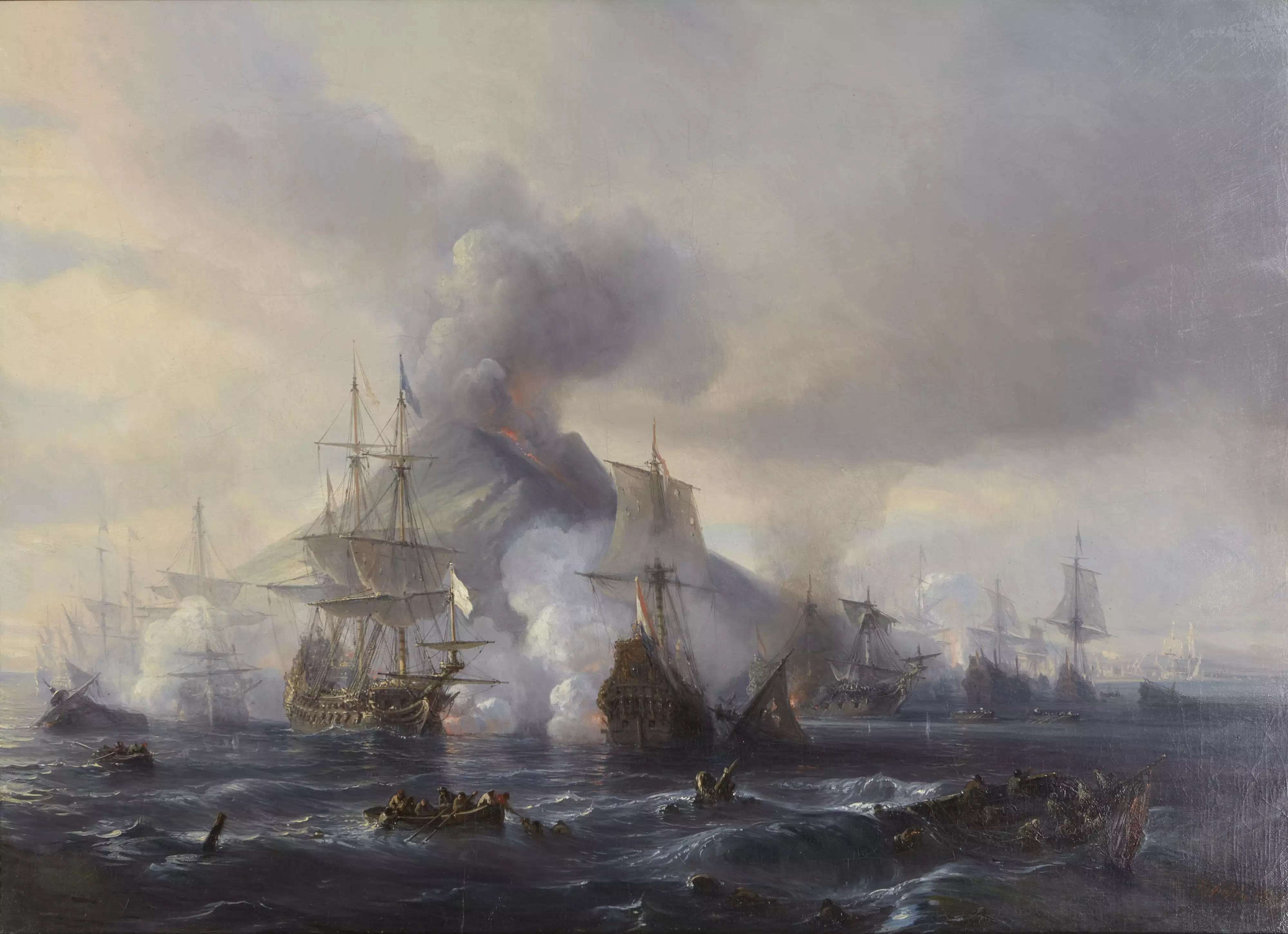
Seegefecht in Sichtweite der Insel Stromboli, 8. Januar 1676. Öl auf Leinwand von Jean Antoine Théodore Gudin.

Anschließend nahm er am Sizilienfeldzug von 1676 teil. Am 8. Januar befehligte er in der (2.) Seeschlacht bei Stromboli die mit 50 Kanonen ausgestattete Le Téméraire in der Hauptstreitmacht. Am 11. April befehligte er in der Seeschlacht bei Augusta erneut die Le Téméraire, diesmal in der Nachhut unter dem Kommando des Marquis de Coëtlogon. Isoliert inmitten der niederländischen Nachhut, umringt von vier feindlichen Schiffen, die ihn mit Breitseiten beschossen, gelang es ihm, sich durchzukämpfen und sich wieder dem Rest der Flotte anzuschließen. In seinem Bericht über die Schlacht, den er am 6. Mai 1676 an den Louis Victor de Rochechouart de Mortemart, Graf von Vivonne sandte, schrieb Abraham Duquesne: „Auch der Chevalier de Lhéry zeichnete sich bei allen Gelegenheiten aus.“ Schließlich nahm er außerdem noch am 2. Juni an der Seeschlacht vor Palermo teil.

#### Missionen im Ärmelkanal und im Mittelmeer
1680 übertrug ihm der König das Kommando über die L’Entreprenant. Am 30. Juni erhielt er einen Brief von Colbert, in dem er ihn anwies, mit der L’Entreprenant nach Dünkirchen zu segeln, um das Schiff dort vom König persönlich inspizieren zu lassen.
Auf dem Weg zurück von Dünkirchen nach Toulon begegnete Cauchon de Lhéry zwei portugiesischen Schiffen, eines unter der Flagge des Admirals, das andere unter der Flagge des Konteradmirals. Er bat sie um einen Flaggengruß, was die Portugiesen ablehnten. Trotz eklatanter Unterlegenheit griff er die beiden Schiffe an, und nach vier Stunden erbitterten Gefechts willigten die Portugiesen schließlich ein, ihn auf beliebige Weise zu grüßen. Er antwortete, er wünsche dreizehn Kanonenschüsse, und da er die Ehre habe, eines der Schiffe des größten Königs der Welt zu befehligen, genüge es ihnen, wenn er mit fünf Salven antworte, was auch geschah. Während dieses Gefechts wurde sein Hut von mehreren Kugeln durchbohrt, und er wurde leicht am Oberschenkel verwundet.

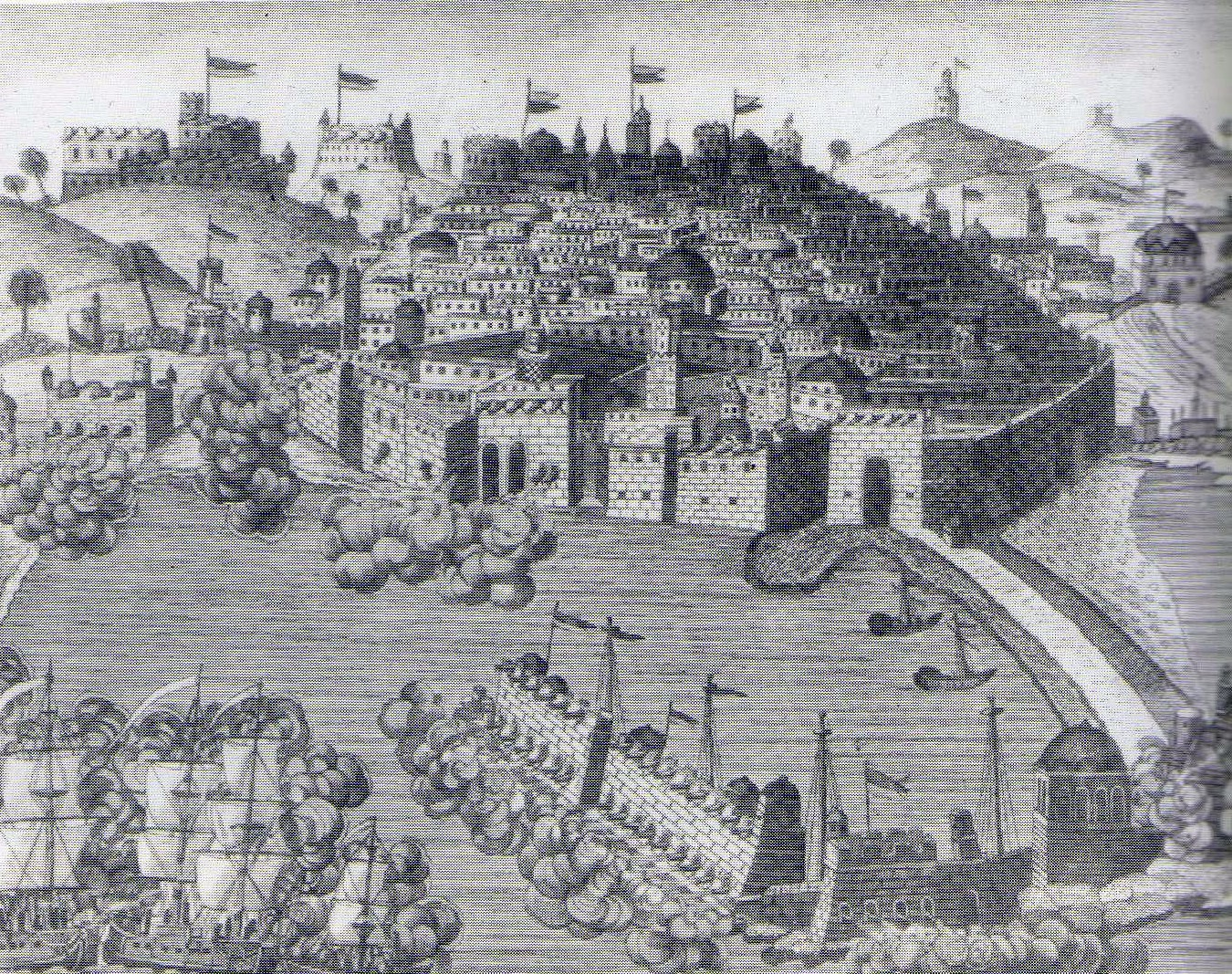
Beschuss von Algier durch Admiral Duquesnes Flotte im Jahr 1682.

Cauchon de Lhéry war Teil des von Duquesne kommandierten Geschwaders aus sieben Schiffen, das am 23. Juli 1681 Barbaresken-Korsaren von Tripolis bis zur Bucht von Chios, das im Besitz des Osmanischen Reiches war, verfolgte. Als der Gouverneur der Stadt sich weigerte, sie zu vertreiben, befahl Duquesne, das Fort und die Stadt mit Kanonen zu beschießen und eine Blockade zu errichten. Der Chevalier de Lhéry zeichnete sich während dieser Expedition erneut aus. Dieser Verstoß gegen die türkische Neutralität missfiel jedoch Ludwig XIV., der keinen Krieg mit diesem Staat wollte, und Frankreich musste Reparationen zahlen, um einen neuen Konflikt zu vermeiden.
Seine Leistungen im Einsatz brachten ihm 1682 die Beförderung zum Chef d’escadre ein. In dieser Funktion nahm er wiederum unter Duquesnes Kommando im selben Jahr an der Bombardierung von Algier teil. Er zeichnete sich erneut aus, und der König, der sich seiner Tapferkeit bewusst war und von seinem Eifer in seinem Dienst hörte, bat ihn, sich etwas mehr zurückzuhalten. Ebenfalls 1682 kaperte er eine türkische Karavelle sowie ein genuesisches Schiff.

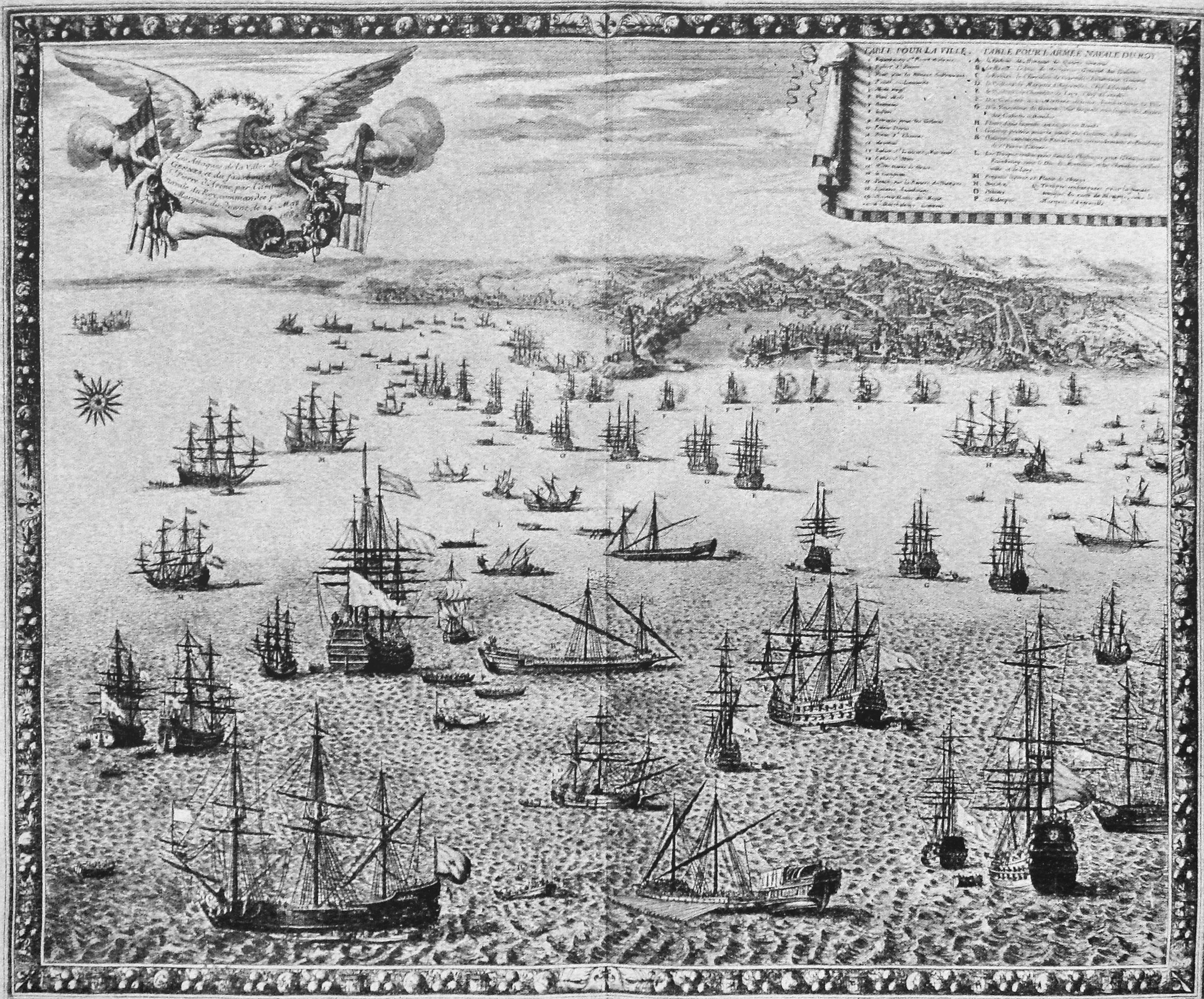
Bombardierung von Genua durch Duquesne, Gemälde von Beaulieu le Donjon.

Auch 1683 war Cauchon de Lhéry unter Duquesne bei der Bombardierung Algiers eingesetzt. Diesmal an Bord von Le Prudent. Auf seiner Rückkehr aus Algier verfolgte und kaperte er zwei Korsarenschiffe.
Im Mai 1684 verließ eine Flotte von vierzehn Linienschiffen, zwanzig Galeeren, zehn Gallioten, zwei Brandern, acht Fleuten, siebenundzwanzig Tartanen und etwa zweiundsiebzig weiteren Ruderbooten unter dem Kommando von Duquesne Toulon, um eine Blockade vor Genua zu errichten. Die Flotte erreichte die Stadt am 17. Mai. Auch der Marquis d’Amfreville war Teil dieser Flotte an Bord des Schiffes Le Diadème. Der Beschuss begann am 18. Mai und hielt bereits drei Tage an, als sich Duquesne am 22. Mai zu einem Handstreich auf die Stadt entschloss. Die Leitung dieser Operation lag beim Herzog von Vivonne. Die Truppen wurden in drei Einheiten aufgeteilt: eine mit 1.200 Mann, die dem Befehl des Herzogs unterstand; Tourville kommandierte die zweite, 800 Mann starke Truppe, und die dritte, ebenfalls 800 Mann stark, wurde dem Cauchon de Lhéry anvertraut. Der Angriff sollte gegenüber dem an der Küste gelegenen Festung mitten im Vorort Saint-Pierre d’Aréna erfolgen und wurde trotz des starken Widerstands der Genuesen gestartet. Kurz darauf konnte die Verschanzung von den Franzosen eingenommen werden. Cauchon de Lhéry wurde hierbei schwer verwundet und konnte nur mit Mühe an Bord seines Schiffes transportiert werden. Er starb am 24. Mai 1684 im Alter von 36 Jahren an Bord der Diligent an seinen Verletzungen.

## Anmerkung zum Geburtsdatum
1. ↑  Der Nachruf im Mercure de France vom Juli 1684 enthält zum Geburtsdatum widersprüchliche Angaben. Einerseits heißt es dort, dass „dieser tapfere Offizier erst 36 Jahre alt war, als er bei der Landung in Genua ums Leben kam“, was seine Geburt auf das Jahr 1648 datiert. Weiter heißt es, er sei 14 Jahre alt gewesen, als er mit der Marine des Johanniterordens zu Einsatzfahrten aufbrach. Er trat dem Orden nachweislich jedoch erst 1665 bei, was seine Geburt auf das Jahr 1651 datieren würde. Wahrscheinlicher ist sein Geburtsdatum 1648, da es den Ordensregeln zufolge verboten war, mit 14 Jahren an Einsatzfahrten teilzunehmen. Siehe: Jean-François Marmontel & Jean-François de Bastide: Nachruf auf Henri Cauchon de Lhéry. In:  Mercure de France. Chaubert. Paris. Ausgabe vom Juli 1684. S. 24–27.

| Personendaten    | Personendaten                |
| ---------------- | ---------------------------- |
| NAME             | Cauchon de Lhéry, Henri      |
| ALTERNATIVNAMEN  | Chevalier de Lhéry           |
| KURZBESCHREIBUNG | französischer Marineoffizier |
| GEBURTSDATUM     | 1648 oder 1651               |
| STERBEDATUM      | 24. Mai 1684                 |
| STERBEORT        | Genua (Italien)              |